# Kupcův mlýn a pila
Kupcův mlýn a pila v Českých Křižánkách v okrese Žďár nad Sázavou je vodní mlýn, který stojí západně od obce na řece Svratce. Od roku 2009 je chráněn jako nemovitá kulturní památka České republiky; předmětem památkové ochrany je budova mlýna, pila a náhon.

## Historie
Mlýn, pravděpodobně středověkého založení, je zmíněn v dominikální části Tereziánského katastru: „R[oku] 1713 mlýny Rychmburský, Bělský, Dolský, Borský, Augustů, Spálů, Stupník, Krounský a Křížanský, celkem o 15 složeních, 11 stoupách […]“. V letech 1721–1756 je zde uváděn hamr, zřízený rychmburskou vrchností.
Na přelomu 19. a 20. století byl přebudován na pilu, technické vybavení odvezeno a mlýnský náhon zasypán.

## Popis
Mlýnice a dům jsou pod jednou střechou, ale dispozičně oddělené. Dvoupodlažní objekt má částečně obytné podkroví, střecha je sedlová, pokrytá eternitem položeným na původní šindel. Do mlýna je vstup ze štítové strany dvěma vchody - jeden vchod vede přímo do místnosti v přízemí, druhý ke schodišti do patra. Ve všech místnostech je dochovaná původní prkenná podlaha a vápenné omítky. Stropy jsou dřevěné, trámové, záklopové. Kamenný sklípek pod mlýnem je klenutý s valenou klenbou. K zadní štítové straně domu přiléhá dřevěný přístavek s krytou dřevěnou lodžií v patře.
Voda na vodní kolo vedla náhonem. Původně měl mlýn dvě složení - k roku 1876 jedno obyčejné složení, poháněné kolem (průměr 300 cm, šířka 79 cm), a jedno umělecké složení poháněné kolem (průměr 316 cm, šířka 126 cm). Hamr pro zpracování železa z cikánecké vysoké pece měl jedno kolo pohánějící buchar a druhé dmychadlo.
Od 2. poloviny 18. století náležela k mlýnu pila; jedná se o dřevěněnou stavbu se sedlovou střechou přiléhající k mlýnu ze severní strany. V objektu jsou dochované cihelné pilíře, na kterých bylo umístěno technické zařízení. V roce 1909 nahradil původní jednolistou pilu katr, do roku 1919 poháněný kolem na vrchní vodu (průměr 290 cm, šířka 95 cm), později turbínou. Roku 1947 byl provoz pily ukončen.
Po ukončení provozu zde byla pilníkárna, vodní kolo pohánělo sekací stroje, brusy, buchar a dmychadlo. Vyráběla se zde také elektřina. V roce 1876 jsou uváděna dvě kola na svrchní vodu: 1) o prům. 300 cm a šířce 79 cm, 2) o prům. 316 cm a šířce 126 cm, pro pilu o prům. 290 cm a šířce 95 cm (zanikla). Od roku 1919 zde byla Francisova turbína (průtok 0.45 m³/s, spád 3.4 m, výkon 15.5 k; zanikla).